# 長福寺 (東京都北区)
長福寺（ちょうふくじ）は、東京都北区にある浄土宗の寺院。

## 歴史
1492年（明応元年）、湛桑大徳によって開山された。当初は浄土真宗（高田派）の寺院であったが、1627年（寛永4年）に幕府の問い合わせに対して、当時の住職玄昌は誤って「浄土宗」と答えてしまったため、そのまま増上寺を本山とする浄土宗の寺院にされてしまい、玄昌も浄土宗に改宗して「頓蓮社相誉玄昌」と改名した。
元々は神田に位置していたが、1806年（文化3年）の文化の大火で、浅草松葉町（現・台東区松が谷）に移転した。
江戸時代は、紀州藩初代藩主徳川頼宣の幼名が「長福丸」だったため、遠慮して院号の「慈眼院」を通称としていた（避諱）。
1923年（大正12年）の関東大震災で全焼したため、1928年（昭和3年）に現在地に移転した。

## 所蔵仏像
以下の仏像を所蔵している。
- 阿弥陀如来坐像（本尊） - 製作年代：江戸時代前期、品質構造：寄木造

## 交通アクセス
- 赤羽駅より徒歩3分。